# Илич, Хрвое
Хрво́е И́лич (хорв. Hrvoje Ilić; род. 14 апреля 1999, Славонски-Брод) — хорватский футболист, полузащитник клуба «Кривбасс».

## Клубная карьера

### Ранние годы
Родился 14 апреля 1999 года в городе Славонски-Брод на востоке страны. Футболом начал заниматься в городе Граниче Шупанья, в небольшом одноименном клубе. Впоследствии перешел в «Осиек». В начале сентября 2013 года присоединился к загребскому «Динамо», где выступал за команды U-17 и U-19. В середине марта 2017 выехал в Италию, где стал игроком «Пескары». Выступал за юношескую команду итальянцев (U-19).

### «Осиек» и аренды
В начале августа 2017 года вернулся в «Осиек». За первую команду клуба дебютировал 5 мая 2018 в проигранном (0:1) выездном поединке 33-го тура чемпионата Хорватии против «Интера» (Запрешич). Хрвое вышел на поле на 90+3-й минуте вместо боснийца Хариса Хайрадиновича. Этот матч оказался единственным для Илича в сезоне 2017/18 годов. Также был в заявке второй команды, но на поле не выходил. Для получения игровой практики несколько раз отправлялся в аренду.
В середине августа 2018 отправился в аренду в «Дугополе». Дебютировал за новую команду 25 августа 2018 года в проигранном (0:1) домашнем поединке 1-го тура против второго дивизиона чемпионата Хорватии против «Хайдука II» (Сплит). Хрвое вышел на поле в стартовом составе, а на 46-й минуте его заменил Никола Прелчец. В первой половине сезона 2018/19 годов провел 4 поединка в Первой лиге Хорватии. В середине февраля 2019 года вернулся в «Осиек», после чего перешел в аренду в «Биело-Брдо». Дебютировал за указанный клуб 2 марта 2019 года в проигранном (1:2) выездном поединке 14-го тура Первой лиги чемпионата Хорватии против «Вараждина». Илич вышел на поле на 62-й минуте вместо Домагоя Жигры. Первыми голами в профессиональной карьере отличился 4 мая 2019 на 22-й, 50-й и 72-й минутах победного (3:2) выездного поединка 23-го тура Первой лиги Хорватии против «Лучко». Хрвое вышел на поле в стартовом составе и отыграл весь матч, а на 72-й минуте получил желтую карточку. Во второй половине сезона 2018/19 годов сыграл 9 матчей и отличился 5-ю голами в Первой лиге Хорватии.
В конце июня 2019 вернулся во вторую команду «Осиека», за которую дебютировал 19 августа 2019 в ничейном (1:1) выездном поединке 1-го тура Первой лиги Хорватии против «Динамо II» (Загреб). Илич вышел на поле в стартовом составе, а на 72-й минуте его заменил Томислав Близнац. Единственным голом за «Осиек II» отличился 28 сентября 2019 на 60-й минуте (с пенальти) в победном (4:1) выездном поединке 7-го тура Первой лиги Хорватии против своего бывшего клуба «Дугополе». Хрвое вышел на поле в стартовом составе, а на 73-й минуте его заменил Томислав Близнац. В первой половине сезона 2019/20 годов сыграл 14 матчей и отличился 1-м голом в Первой лиге Хорватии.

### «Хрватски Драговоляц»
В конце января 2020 года свободным агентом перешел в «Хрватски Драговоляц». Дебютировал за новую команду 21 февраля 2020 в победном (2:1) выездном поединке 17-го тура Первой лиги Хорватии против «Меджимурья». Илич вышел на поле в стартовом составе, на 79-й минуте отличился голом, на 81-й минуте получил желтую карточку, а на 84-й минуте его заменил буркиниец Патрис Зунграна. В 2020-м календарном году сыграл 16 матчей (1 гол) в Первой лиге Хорватии и во время зимнего перерыва сезона 2020/21 годов покинул команду.

### Возвращение в «Бьело Брдо»
В середине января 2021 года вернулся в «Биело-Брдо». Дебютировал за команду по возвращении 14 февраля 2021 года в победном (1:0) домашнем поединке 18-го тура Первой лиги Хорватии против «Динамо II» (Загреб). Хрвое вышел на поле в стартовом составе, а на 64-й минуте его заменил Мате Баич. Первым голом за Бьело Брдо отличился 7 марта 2021 года на 86-й минуте победного (2:1) домашнего поединка 21-го тура Первой лиги Хорватии против «Сесвете». Илич вышел на поле на 83-й минуте вместо Мате Баича, а на 87-й минуте получил желтую карточку. Выступал за команду с 2021 по 2022 год, за это время в Первой лиге Хорватии сыграл 61 матч и отличился 7-мя голами, еще 4 матча (2 гола) провел в кубке Хорватии.

### «Хапоэль» (Тель-Авив)
В середине января 2023 впервые в карьере выехал за границу, подписал контракт с израильским «Хапоэлем». В футболке тель-авивского клуба дебютировал 18 февраля 2023 года в победном (1:0) выездном поединке 23-го тура Премьер-лиги Израиля против «Ирони» (Кирьят-Шмона). Хрвое вышел на поле в стартовом составе, а на 62-й минуте его заменил Ран Биньямин. Первым голом за «Хапоэль» отличился 5 марта 2023 на 15-й минуте выездного (3:1) победного поединка 25-го тура Премьер-лиги Израиля против иерусалимского «Бейтара». Илич вышел на поле в стартовом составе, а на 46-й минуте его заменил Став Лемкин. В команде отыграл полгода, за это время в Премьер-лиге сыграл 10 матчей и отличился 2-мя голами.

### «Кривбасс»
После ухода из израильского клуба находился дома, имел несколько предложений от клубов из Казахстана и Нидерландов. Но 20 июля 2023 подписал 3-летний контракт с «Кривбассом».

## Карьера в сборной
Выступал за юношеские сборные Хорватии младших возрастов.
В футболке юношеской сборной Хорватии (U-19) дебютировал 9 августа 2017 года в проигранном (0:2) домашнем товарищеском поединке против сверстников из Италии. Илич вышел на поле на 46-й минуте вместо Дуже Яворчича. Этот матч оказался единственным для Илича в команде U-19.

## Достижения
«Кривбасс»
- Бронзовый призёр чемпионата Украины: 2023/24